# Port lotniczy Big Creek
Port lotniczy Big Creek (ang. Big Creek Airport) – jeden z belizeńskich portów lotniczych, zlokalizowany w miejscowości Big Creek.